# Leucobryum pungens
Leucobryum pungens är en bladmossart som beskrevs av C. Müller 1874. Leucobryum pungens ingår i släktet Leucobryum och familjen Dicranaceae. Inga underarter finns listade i Catalogue of Life.